# Joaquim Pinto de Magalhães
Pour les articles homonymes, voir Pinto et Magalhães.
 (août 2017).
- Si vous ne connaissez pas le sujet, laissez ce bandeau (vous pouvez alors contacter les auteurs).
- Si vous supprimez le contenu mis en cause (vous pouvez préalablement contacter les auteurs),

argumentez précisément cette suppression dans la page de discussion
(un manque de référence n'est pas un argument ; une recherche réelle de référence doit avoir été effectuée, être formellement documentée).
 Joaquim Pinto de Magalhães, Vicomte et Comte de Arriaga  (né le 6 juillet 1819  à Alijó et décédé le 17 décembre 1892 à Lisbonne), était un noble (Par décret du 17 octobre 1871, le roi Dom Louis Ier du Portugal lui confère le titre de Vicomte de Arriaga, puis élevé au titre de Comte le 19 avril 1890 par le roi Dom Charles), homme politique, et administrateur colonial portugais. 